# فرودگاه سگا
فرودگاه سگا (به انگلیسی: Saga Airport) یک فرودگاه همگانی با کد یاتا HSG است که یک باند فرود آسفالت بتن دارد و طول باند آن ۲۰۰۰ متر است. این فرودگاه در شهر ساگا کشور ژاپن قرار دارد.

## شرکت‌های هواپیمایی و مقصدهای پروازی
| شرکت‌های هواپیمایی     | مقصدهای پروازی |
| --------------------- | -------------- |
| آل نیپون ایرویز       | هانه‌دا         |
| اسپرینگ ایرلاینز      | شانگهای پودنگ  |
| Spring Airlines Japan | ناریتا         |
| تی وی ایرلاینز        | اینچئون        |

### باری
| شرکت‌های هواپیمایی | مقصدهای پروازی |
| ----------------- | -------------- |
| آل نیپون ایرویز   | Tokyo-Haneda   |